# Cetariu
Cetariu ou Hegyközcsatár en hongrois, est une commune roumaine du județ de Bihor, en Transylvanie, dans la région historique de la Crișana et dans la région de développement du Nord-Ouest.

## Géographie
La commune de Cetariu est située dans le nord-ouest du județ, dans la plaine du Crișul Repede, à 10 km au nord d'Oradea, le chef-lieu du județ. Depuis 2005, la commune fait partie de la nouvelle région métropolitaine d'Oradea.
La municipalité est composée des quatre villages suivants, nom hongrois, (population en 2002) :
- Cetariu, Hegyközcsatáa (1 072], siège de la commune ;
- Șișterea, Siter (663) ;
- Șușterogi, Sitervölgy (288) ;
- Tăutelec, Hegyköztóttelek (214).

## Histoire
La première mention écrite du village de Cetariu date de 1213 sous le nom de Catar.
La commune, qui appartenait au royaume de Hongrie, en a donc suivi l'histoire.
Après le compromis de 1867 entre Autrichiens et Hongrois de l'empire d'Autriche, la principauté de Transylvanie disparaît et, en 1876, le royaume de Hongrie est partagé en comitats. Cetariu intègre le comitat de Bihar (Bihar vármegye).
À la fin de la Première Guerre mondiale, l'Empire austro-hongrois disparaît et la commune rejoint la Grande Roumanie au traité de Trianon.
En 1940, à la suite du deuxième arbitrage de Vienne, elle est annexée par la Hongrie jusqu'en 1944, période durant laquelle sa communauté juive est exterminée par les nazis. Elle réintègre la Roumanie après la Seconde Guerre mondiale au traité de Paris en 1947.
En 2004, les villages de Pateu, Săldăbagiu de Munte et Uileaca de Munte se séparent de la commune de Cetariu et forment la nouvelle commune de Paleu.

## Politique
| Période                                  | Période  | Identité       | Étiquette | Qualité |
| ---------------------------------------- | -------- | -------------- | --------- | ------- |
| Les données manquantes sont à compléter. |          |                |           |         |
| 2004                                     | 2016     | Barna Vitalyos | UDMR      |         |
| 2016                                     | En cours | Sándor Bonisz  | UDMR      |         |

| Parti | Parti                                           | Sièges |
| ----- | ----------------------------------------------- | ------ |
|       | Parti populaire hongrois de Transylvanie (PPMT) | 3      |
|       | Parti national libéral (PNL)                    | 1      |
|       | Union démocrate magyare de Roumanie (UDMR)      | 7      |

## Religions
En 2002, la composition religieuse de la commune était la suivante :
- Réformés, 64,46 % ;
- Catholiques romains, 18,55 % ;
- Chrétiens orthodoxes, 10,25 % ;
- Baptistes, 3,39 % ;
- Pentecôtistes, 1,06 % ;
- Grecs-Catholiques, 0,30 %.

## Démographie
Jusqu'en 2002, les statistiques concernant la commune comprennent les villages qui s'en sont séparés depuis.
En 1910, à l'époque austro-hongroise, la commune comptait 5 928 Hongrois (89,71 %), 612 Roumains (9,26 %), 25 Allemands (0,38 %) et 14 Slovaques de Roumanie (0,21 %).
En 1930, on dénombrait 5 823 Hongrois (86,98 %), 777 Roumains (11,61 %), 32 Ukrainiens (0,48 %), 25 Juifs (0,37 %) 17 Allemands (0,25 et 10 Tsiganes (0,15 %).
En 1956, après la Seconde Guerre mondiale, 5 728 Hongrois (83,96 %) côtoyaient 1 065 Roumains (15,60 %), 6 rescapés juifs (0,09 %) et 4 Tsiganes (0,06 %).
En 2002, la commune comptait 3 401 Hongrois (87,38 %), 433 Roumains (11,12 %), 47 Tsiganes (1,20 %), 5 Slovaques (0,12 %) et 4 Ukrainiens (0,10 %). On comptait à cette date 1 268 ménages et 1 268 logements.
| 1880  | 1890  | 1900  | 1910  | 1920  | 1930  | 1941  | 1956  | 1966  |
| ----- | ----- | ----- | ----- | ----- | ----- | ----- | ----- | ----- |
| 4 942 | 5 842 | 6 736 | 6 608 | 6 471 | 6 695 | 6 621 | 6 822 | 6 336 |

| 1977  | 1992  | 2002  | 2007  | - | - | - | - | - |
| ----- | ----- | ----- | ----- | - | - | - | - | - |
| 5 638 | 3 975 | 3 892 | 2 133 | - | - | - | - | - |

## Économie
L'économie de la commune repose sur l'agriculture et l'élevage.

## Communications

### Routes
Cetariu est située sur la route régionale DJ767F qui la relie à Oradea.

## Lieux et monuments
- Cetariu, église catholique romaine Ste Marie datant de 1804-1809[7] et maison paroissiale de 1743 ;
- Cetariu, église réformée datant du XVIIe siècle[7] ;
- Șișterea, église réformée datant du XIIIe siècle[7].